# トピカ (アリストテレス)
『トピカ』（古希: Τοπικά、羅: Topica、英: Topics）とは、アリストテレスの著作であり、『オルガノン』の中の一冊。『トポス論』とも。
『分析論前書』『分析論後書』では、「論証」（希: αποδειξις、ギリシア語ラテン翻字: apodeiksis、アポデイクシス）について述べられるのに対して、この『トピカ』では、「弁証術」（希: διαλεκτική、ギリシア語ラテン翻字: dialektike、ディアレクティケー）について論じられる。
タイトルの「トピカ」（希: Τοπικά）は、名詞「トポス」（希: τόπος）の形容詞形であり、「トポスに関すること」の意。「トポス」（希: τόπος、複数形は「トポイ」（希: τόποι））とは、元来「場所」を意味するギリシャ語だが、本書では、（通念（endoxa）に立脚する性格を持った）弁証術的推論における、各種の（正当・妥当な）「場合分け」「観点」「手順」「規則」「注意点」といった程度の意味（すなわち、議論・推論を進めていく上での、「（比較的確からしい/順当 (穏当) な）しっかりとした手掛かり・足場・拠点」「論点」「定石」といった意味）で用いられている。
アリストテレスに始まるトピカはテオプラストス、テミステイオス、キケロを経てボエテイウスに至ってより実用的な28の項目に纏められる（例えばトピック (論理学)参照）。
本書で取り上げられる「トポス」の数は、
- 「付帯性」に関する「トポス」が103
- 「類」に関する「トポス」が81
- 「特性（特有性）[2]」に関する「トポス」が69
- 「定義（本質）」に関する「トポス」が84

であり、合計337の「トポス」が述べられている。

## 構成

### 概要
以下の全8巻から成る。
- 第1巻 - 序説。全18章。
- 第2巻 - 付帯性の述語付けに関する諸々の「トポス」。全11章。
- 第3巻 - 付帯性の述語付けに関する諸々の「トポス」（補遺）。全6章。
- 第4巻 - 類の「トポス」。全6章。
- 第5巻 - 特性について。全9章。
- 第6巻 - 定義について。全14章。
- 第7巻 - 定義について（補足）。全5章。
- 第8巻 - 弁証術の訓練。全14章。

### 詳細

#### 第1巻（序説）
- 第1巻 - 序説。全18章。
  - 第1章 - 序説 --- この論考の意図。推論の性質と種類 -
    - 1. 演繹的推論（論証）。
    - 2. 弁証術的推論。
    - 3. 見かけだけの推論（論争的推論）。
    - 4. 誤謬推理。

  - 第2章 - この論考の用途 -
    - 知的訓練。
    - 他人との会談。
    - 哲学的知識に対する有用性。

  - 第3章 - 提起された方法の限界。
  - 第4章 - 論議の主題（問題）と材料（命題）。
  - 第5章 - 4つの述語形態 -
    - 1. 定義。
    - 2. 特性。
    - 3. 類。
    - 4. 付帯性。
（※本書では2巻以降、この分類を逆順に取り上げていく。）

  - 第6章 - 述語形態はどこまで別々に取り扱われ得るか。
  - 第7章 - 「同じ」という言葉の種々の用法 -
    - 1. 数的。
    - 2. 種的。
    - 3. 類的。

  - 第8章 - 述語形態の4分類の正当性。帰納立証と推論立証。
  - 第9章 - 十のカテゴリーと述語形態との関係。
  - 第10章 - 弁証術的な命題。
  - 第11章 - 弁証術的な問題。弁証術的な提言。
  - 第12章 - 弁証術的な推論 --- 帰納と演繹的推論。
  - 第13章 - 推論をうまく遂行するための4つの道具。
  - 第14章 - 命題の確保。倫理的・論理的・自然学的な命題と問題。
  - 第15章 - 名の多義性の区別 -
    - 相反。
    - 種の違い。
    - 現存と不在。
    - 中間。
    - 矛盾。
    - 欠如と所持。
    - 屈折。
    - 同名異義。
    - 同類の上位下位。
    - 反対類の上位下位。
    - 複合語による定義。
    - 定義の多義性。
    - 程度。
    - 種差。

  - 第16章 - 種差への注目。
  - 第17章 - 類似性の考察。
  - 第18章 - 多義性発見の有用性。種差発見の有用性。類似性発見の有用性。

#### 第2巻（付帯性の述語付けに関する諸々の「トポス」）
- 第2巻 - 付帯性の述語付けに関する諸々の「トポス」。全11章。
  - 第1章 - 一般的問題と特殊的問題。属性に立脚した問題の特殊な困難さ。2つの共通した誤り。
  - 第2章 - 付帯性に関する「トポス」 -
    - 1. 非付帯性の証明。
    - 2. 基体（主語）についての吟味。
    - 3. 付帯性とその基体の定義。
    - 4. 問題の命題への転換。
    - 5. 一般的命名に従っての定義とそうでない定義。

  - 第3章 - 多義性を取り扱うための「トポス」 -
    - 1. 一つの言葉の多義性。相手が気付かなければ自分に都合のいい意味を用いていい。
    - 2. 相手が気付いている場合は意味を区別して都合のいいものを選択。目的と手段。自体的と付帯的。

  - 第4章 - その他の「トポス」 -
    - 1. よく知られた名への転換。
    - 2. 反対なものは類において検討。類と種。
    - 3. 現前の事象（基体）の定義吟味とそれに立脚した論議。
    - 4. 目下の立論が依拠する命題の検討。
    - 5. 時間要因の考慮。

  - 第5章 - 代替命題の提示によって議論を広げるための「トポス」 - 
    - 1. 攻撃容易な主張を相手から導く際のソフィスト的論法の有用性。
    - 2. 一つの主張に続くものが否定されることでその主張も否定される。

  - 第6章 - その他の「トポス」 -
    - 1. 二つの述語の内で一方だけが必然的に帰属することを示す場合。
    - 2. 相手を攻撃する際には名の意味を屈折させた方がいい。
    - 3. 一般的「真」と必然的「真」の区別。
    - 4. 名称と事物の区別。

  - 第7章 - 相反するものとその組み合わせに関する「トポス」 -
    - 1. 一つの命題に関するいくらかの相反する語の中から、適切なものを選択。
    - 2. 同じ基体（主語）に相反する付帯性の一方が述語となれば、他方はなれない。
    - 3. あるものに述語付けられるものは、その反対の述語を含み得ない。
    - 4. ある付帯性を受け入れうるものは、その付帯性を受け入れない。

  - 第8章 - 4種類の対立に立脚した「トポス」 - 
    - 1. 矛盾的な対立。
    - 2. 反対的な対立。
    - 3. 欠如と所持。
    - 4. 総体的な関係にあるもの。

  - 第9章 - 同列語と屈折語を用いる「トポス」 -
    - 1. 一つの同列語について真なることは、他の同列語についても真である。
    - 2. 反対なもの（主語）には反対なもの（述語）が述語付けられるかの検討。
    - 3. ある事物の生成消滅は、それが属する善悪を示す。

  - 第10章 - 事物の類似性と程度の差に基づく「トポス」 -
    - 1. 類似のものどもにおいて、一方のものに真であるなら他方のものにも真である。
    - 2.「より多く」「より少なく」の観点から引き出される4つの論議。
    - 3.「同じ程度」から引き出される3つの論議。

  - 第11章 - その他の「トポス」 -
    - 1. 付加の結果から論議する仕方。
    - 2.「より多く」「より少なく」の程度のにおいて述語付けされるものは、無条件に帰属する。
    - 3. 条件付きで述語付けされるものは、無条件にも述語付けされ得る。

#### 第3巻（付帯性の述語付けに関する諸々の「トポス」（補遺））
- 第3巻 - 付帯性の述語付けに関する諸々の「トポス」（補遺）。全6章。
  - 第1章 - 2つ以上の述語選択のための「トポス」 -
    - 1. より長く持続的、より多く安定、思慮ある人・善い人・正しい人・優れた人・多くの人・全ての人が選ぶものを選ぶべき。
    - 2. 特定のまさにそれであるべきところのものは、類の中にないものよりものよりも選ばれるべき。
    - 3. それ自身ゆえに望ましいものは、他のものゆえに望ましいものよりも選ばれるべき。
    - 4. それ自体で善の原因たるものは、付帯的に善いもの・本性的にそうでないものよりも選ばれるべき。
    - 5. 絶対的・本性的に善いものは、ある個人にとって善いもの・本性的にそうでないものよりも選ばれるべき。
    - 6. より善いものに帰属するものが選ばれるべき。
    - 7. 目的は手段よりも選ばれるべき。
    - 8. 実行可能なものは、不可能なものよりも選ばれるべき。
    - 9. 目的の序列。
    - 10. それ自体目的であるものは、他のために目的であるものよりも選ばれるべき（例えば前者は「友情」「正義」、後者は「富」「強さ」）。

  - 第2章 - 色々な観点からの「トポス」 -
    - 付随するものどもの観点から引き出される「トポス」 -
      - 1. 付随する善いものの数量の多いもの、快楽、無苦痛を伴うものの方が一層選ばれるべきである。
      - 2. 大きなことを成し得る時期に、個々のものが選ばれるべきである。
      - 3. 多くの、あるいは全ての時期に、有用なものが一層選ばれるべきである。
      - 4. 消滅と喪失、生成と取得、及びこれらと反対のものどもの観点から、事物の選択を判断できる。

    - 別の「トポス」 -
      - 「善」（ある理想的な原型）により近いもの、より似ているものが、より一層選ばれるべきである。ホメロスからの例。生物学的な例。

    - 他の諸々の「トポス」 -
      - 1. 種々の望ましい性質と基準。
      - 2. 絶対的に善い部類の内にあるものは、その他の部類の内にあるものより善い。また個々のものから逆に、その部類への対応も言える。
      - 3. 友人たちと、行きずりの人とでは、前者への善行や正しい行いの方が、また見かけより真実な行いの方が、一層選ばれるべきである。
      - 4. 余分なこと（善く生きること）は、必須なこと（単に生きること）よりも善い。しかし、後者の方がより一層選ばれるべきである。
      - 5. 他人から手に入れることができないものの方が、一層選ばれるべきである。正義と勇気では前者。自足的に選ばれるべきものの方が一層選ばれるべきである。思慮と能力では前者。2つのものの内、他方の保有に必須と思われるものの方が、一層選ばれるべきである。
      - 6. それが無いと気を病んでも当然と思われる（非難されない）もの、気を病まねばかえって非難されるものの方が、一層選ばれるべきである。

  - 第3章 - 2つの述語を比較・選択するための「トポス」 -
    - 1. 同じ種に属する二つのものの内では、固有な徳を持つもの・より多くの徳を持つものが選ばれるべき。臨在するものの働きの有無・多少。働きかける対象の観点からの選択。
    - 2. 屈折・用法・行為・働きの観点からの選択。
    - 3. 一つの共通なものを基準にした際は、より多く善いものが選ばれるべき。二つのものを基準とした際は、より大きなものが選ばれるべき。
    - 4. 付加の観点から、二つのものの内、小さいものに加わって全体をより大きくするものが選ばれるべき。除去の観点についても同様。
    - 5. 選択の根拠。「それ自身ゆえ」と「その思惑のゆえ」の比較。思惑の定義。「それ自身ゆえ」が選ばれるべき。「望ましい」の種類と目的。3つの目的（有益、善さ、快楽）を同程度に持つもの・より多く持つものが望ましい。より善い目的を持つものが選ばれるべき。避けるべきものについても同様。

  - 第4章 - 比較評価する述語を付ける際に、前述の「トポス」をいかに用いるか。
  - 第5章 - 付帯性を比較級で述語付けるための「トポス」。
  - 第6章 - 部分的・特殊的な述語付けの場合 -
    - 1. 前述の構成的・破壊的な一般的「トポス」は適用できる。（対立するもの・同列なもの・屈折するものから引き出された「トポス」。より多く・より少なく・同じ程度から引き出された「トポス」。）
    - 2. 同じ類からも破壊的な論議は引き出せる。
    - 3. 問題が無規定の場合、一通りの仕方でしか覆すことができない。確立する場合には「一般的」と「部分的」の二通りがある。問題が規定された場合、あるものが規定された時は2通りの仕方で、一つのものが規定された時は3通りの仕方で破棄できる。更に厳密に規定された時は4通りの仕方で破棄できる。
    - 4. あるものが帰属する・しないと相手が述べた場合の「トポス」。

#### 第4巻（類の「トポス」）
- 第4巻 - 類の「トポス」。全6章。
  - 第1章 - 
    - 1. 類は述語付けされるあるものと同じ種に属する全てのものを含まねばならない。
    - 2. 付帯性が帰属したりしなかったりする点で類とは区別される。
    - 3. 類と種は同じカテゴリーに入らねばならない。
    - 4. 種は類に与るが、類は種に与らない。
    - 5. あるものに種が述語付けされるならば、類もまた述語付けされる。
    - 6. いかなる種にも与らない述語は、類にも与らない。
    - 7. 類は種よりも広い範囲に適用される。
    - 8. 種的に異ならないものどもの類は同じである。

  - 第2章 - 
    - 9. 一つの種が二つの類に入る時は、それらの類の一方は他方に包含される。
    - 10. あらゆる上位の類は種について本質の点で述語付けされなくてはならない。
    - 11. 類はその種が述語付けされるものに本質の点で述語付けされる。
    - 12. 類の定義は種に与るものとどもにあてはまる。
    - 13. 種差は類として与えられてはならない。
    - 14. 種差を種として類の内においてはならない。
    - 15. 類を種の内においてはならない。
    - 16. 種差を種の内に、類を種差の内においてはならない。
    - 17. 類のいかなる種差も種に述語付けされないならば、類は種に述語付けされない。
    - 18. 類は種より本性上先。
    - 19. 類と種差は種に伴う。

  - 第3章 - 
    - 20. 類の内におかれたものは、その類に反対なものには述語付けされない。
    - 21. 種は類について同名異義的に用いられてはならない。
    - 22. ただ一つだけの種を持つ類は存在しない。
    - 23. 比喩的な言葉の使用は人を誤らせやすい。
    - 1. 反対なものどもについての「トポス」。命題を確立する場合に、反対なものどもを用いる3通りの仕方。
    - 2. 屈折語と同列語についての「トポス」。

  - 第4章 - 
    - 3. 関係の同等性の観点から引き出された「トポス」。
    - 4. 生成と消滅の観点から引き出された「トポス」。
    - 5. 事物の能力と使用の観点から引き出された「トポス」。
    - 6. 状態と欠除の対立関係から引き出された「トポス」。命題を破棄する2通りの仕方と命題を確立する1通りの仕方。
    - 7. 矛盾的対立・否定の関係から引き出された「トポス」。
    - 8. 相対的に対立するものどもから引き出された「トポス」。
    - 9. 屈折語の観点から引き出された「トポス」。
    - 10. 類に対立するものは種に対立するものの類であるという観点から引き出された「トポス」。
    - 11. ある関係語の誤った使用から引き出された「トポス」。

  - 第5章 - 述語付けにおける共通の誤りについて -
    - 1. 状態と現実活動の混同、状態と能力の混同。
    - 2. 種に付随するものを類として立てる誤り。
    - 3. 異なった能力に入るべきものを類と種として同じところに入れる誤り。
    - 4. 種を類に部分として与らせる誤り。
    - 5. 種を類と解して全体のものを能力に関係させる誤り。
    - 6. 非難されるべきもの・避けるべきものを能力に関係させる誤り。
    - 7. それ自身で望ましいものを能力に入れる誤り。
    - 8. いくつかの類に入るものを一つの類に入れる誤り。
    - 9. 類を種差とすること、またその逆の誤り。
    - 10. 様態を、様態を受けるものそのものの類とする誤り。
    - 11. 様態を、様態を受けるものそのものとする誤り。

  - 第6章 - 諸々の「トポス」 -
    - 1. 類として与えられたものは主語として種を含み、それに与るものどもは種的に異なっていなければならない。
    - 2. 全てのもの、例えば「一」や「存在」は類とも種とも成し得ない。
    - 3. 類は基体となる種についてのみ述語付けされる。
    - 4. 類と種は同義的に述語付けされる。
    - 5. 二つの反対のものどものより優れたものをより劣った類に入れてはならない。
    - 6.「より多く」「より少なく」「同じ程度」の観点からの判定（ある命題を覆す場合、ある命題を立てる場合）。
    - 7. 類は本質の点で種について述語される。
    - 8. 類を種差から切り離す原理3つ。
    - 9. 諸々の実例。

#### 第5巻（特性について）
- 第5巻 - 特性について。全9章。
  - 第1章 - 特性の4つの種類。「自体的」な特性と「相対的」な特性。相対的な特性についての二つないし四つの問題。「恒常的」な特性と「一時的」な特性。特性を与えることは種差を与えること。これらの特性が論議に対する適合性。「相対的」な特性は「付帯性」に関する「トポス」において検討すべき。
  - 第2章 - 特性が正しく与えられているかどうかを検討するための「トポス」 -
    - 1.特性はその主体より一層知られていなくてはならない。
    - 2.与えられた特性は以下の場合、覆される。
      - 1. 使用された名・語や説明方式（命題）が多義的な場合。
      - 2. 主語について多義的な語がある場合。
      - 3. 同じ語を何度も用いる場合。
      - 4. 与えられた語が一般的に適用できるものである場合。
      - 5. 多くの特性を区別することなく同じ主体に与える場合。

  - 第3章 
    - （続き）
      - 6. 当の対象そのものが与えられた特性の内に含まれている場合。
      - 7. 当の対象に対立するもの・当の対象より可知的でないものが特性として与えられている場合。
      - 8. 与えられた特性が必ずしも常に随伴するとは限らず、ある時は特性でなくなくものである場合。
      - 9. 現在だけの特性を与え、それをはっきりさせない場合。
      - 10. 与えられた特性が感覚にとってのみ明らかなものである場合。
      - 11. 特性として与えられたものが定義である場合。
      - 12. 特性が対象の本質を調べることなく与えられた場合。

  - 第4章 - 与えられた一つの名・語が特性としてあるものに帰属するかどうかを検討するための「トポス」 --- 以下の場合、特性として与えられたもの（語）は特性ではない -
    - 1. 特性として与えられたものが個々の対象（主体・主語）に真として述語付けられない場合。
    - 2. その名が真として述語付けられるものに真として述語付けられない場合、またその逆の場合。
    - 3. 個々の対象（基体）を特性として与えた場合。
    - 4. 個々の対象に種差として帰属するものを特性として与えた場合。
    - 5. 名を持つものよりもその名に先後するものを特性として与えた場合。
    - 6. 同じものどもにおいて同じものが特性でない場合。
    - 7. 種において同じものどもが種において同じものが特性でない場合。
    - 8. 主体にだけの特性であるものが付帯性と結び付いた時。特性でない場合。またその逆の場合。

  - 第5章 - 命題を覆すための「トポス」 -
    - 1. 本性状帰属するものを常に帰属するとしたかどうかを見る。
    - 2. いくつかの特性がどのように何ものの特性として与えられているかを明らかにする。
    - 3. そのものをそれ自身の特性としたかを見る。
    - 4. 同質部分からできているものにおいて、全体が部分について真でないかどうか、また部分の特性が全体について述語付けされていないかどうか検討。

  - 第6章 - 対立の型についての「トポス」 -
    - 1. 反対的な対立。
    - 2. 相対的な対立。
    - 3. 状態と欠除の対立。
    - 4. 述語にだけ適用される肯定と否定の矛盾的対立。
    - 5. 述語と主語と両方に適用される肯定と否定の矛盾的対立。
    - 6. 主語にのみ適用される矛盾的対立 --- 対立分肢（分割の同列語）から引き出された「トポス」。

  - 第7章 - 
    - 屈折語から引き出された「トポス」。
    - 特性として与えられた関係に類似の諸関係から引き出された「トポス」。
    - 与えられた特性と二つの主語の間に同様の関係があることから引き出された「トポス」。
    - 生成消滅の過程から引き出された「トポス」。
    - 特性として与えられたものを事物のイデアに言及することから引き出された「トポス」。

  - 第8章 - 
    - 「より多く」「より少なく」という程度の観点から引き出された「トポス」。
    - 特性として与えられたものと主語との関係と同じ程度の関係ある述語関係から引き出された「トポス」。
    - 異なった述語と異なった主語の間における同じ程度の関係についての「トポス」。
    - 特性として与えられた述語の主語と別の述語との関係についての「トポス」。
    - 特性として与えられたものと別の主語（主体）との間の関係についての「トポス」。

  - 第9章 - 2つの「トポス」 -
    - 1. 存在しないものに特性を可能性において与えた時は、特性は覆される。
    - 2. 特性を最上級において与えたならば、その特性は覆される。

#### 第6巻（定義について）
- 第6巻 - 定義について。全14章。
  - 第1章 - 定義を扱う際の問題の5分類。
  - 第2章 - 曖昧な表現をいかにして避けるか。
  - 第3章 - 冗長をいかにして避けるか。
  - 第4章 - 
    - 提出された説明方式（命題）が定義であるかどうかを検べる「トポス」。
    - 定義の内の諸項が「より先なるもの」「より知られ得るもの」であるための「トポス」 -
      - 定義が「より知られ得るもの」を用い損ねたことをいかに摘出するか。
      - 定義が「より先なるもの」を構成要素として用い損ねたことをいかに摘出するか -
        - 1. 対立するものによって対立するものが定義された場合。
        - 2. 定義されるべきものそのものを用いた場合。
        - 3. 相関的なものを相関的なものによって定義した場合。
        - 4. 上位のものを下位のもので定義した場合。

  - 第5章 - 定義における類の使用に関する「トポス」 -
    - 1. 類を落としたかどうか。
    - 2. 与えられた定義が定義の対象のもとに入るすべてのものに適用されているかどうか。
    - 3. 与えられた定義の対象はより善いものではなくより悪いものに関係して言われているかどうか。
    - 4. 類が正しく構成されているかどうか。
    - 5. 対象を最も近い類に入れることに失敗していないかどうか。

  - 第6章 - 定義における種差の使用に関する「トポス」 -
    - 1. 事物に特有の種差を考慮。
    - 2. 類は否定によって分割されるかどうか。
    - 3. 種か類を種差として与えたかどうか。
    - 4. 種差は個物を指示するか付帯的に帰属するものであるかどうか。
    - 5. 種差もしくは種は、類について述語付けされるか、類は種差についてあるいは種は種差について述語付けされるならば、定義はなされなかったことになる。
    - 6. 同じ種差が異なる類に属するかどうか。
    - 7. 場所あるいはパトスを種として与えたかどうか。
    - 8. 関係的なものの種差が関係的になっていないかどうか、またその関係は適切かどうか。
    - 9. 定義が最初の関係において与えられたかどうか。
    - 10. 受動的性質ないし心理状態がそれだと定義されながら、受け入れない場合は過ちが犯されている。
    - 11. 定義と定義されるものの間に、あらゆる時間を考慮に入れた場合、不和が生ずるかどうか見る。

  - 第7章 - 定義を吟味する仕方 -
    - 1. 何かより善い定義があるかどうか。
    - 2. 事物（定義の対象）は「より多く」を受け入れるが定義はそれを受け入れるかどうか。
    - 3. 定義の対象と定義とでは2つのものを受け入れる程度が、前者はより多く後者はより少なく言われるかどうか。
    - 4. 別々に取り上げられた二つのものに関係して定義はなされるかどうか。
    - 5. 類と種差は何か不一致があるかどうか。

  - 第8章 - 関係的なものを吟味するための「トポス」 -
    - 1. 定義の対象が何かに関係しているならば、定義のうちにはそれが関係しているものが述べられているかどうか。
    - 2. 生成あるいは現実活動に対する何らかの関係が述べられたかどうか。
    - 3. 生成あるいは現実活動に対する何らかの関係が述べられてたかどうか。
    - 4. 量・性質・場所を定義することに失敗したかどうか。
    - 5. 欲望の定義に「見かけ」ということが付加されたかどうか。

  - 第9章 - 以下のことどもを提議するための「トポス」 -
    - 1. 状態。
    - 2. 関係的なものども（関係語）。
    - 3. 対立するものどもと反対なものども。
    - 4. 欠除。
    - 5. 誤って呼ばれた欠除。

  - 第10章 - 
    - 同じような屈折から引き出された「トポス」。
    - 定義される語のイデアに述べられた定義があてはまるかどうかについての「トポス」。
    - 多義的な語の定義を吟味するための「トポス」。

  - 第11章 - 複合語の定義についての「トポス」 -
    - 1. 定義は複合語の全体を説明しているか。
    - 2. 定義はその対象である複合物と同じ部分から出来ているかどうか。
    - 3. 用いられた名詞がいっそう不明瞭なものかどうか。
    - 4. 同じ意義を持たない新語を用いたかどうか。
    - 5. 語の入れ替えは類の交換を含んでいないかどうか。

  - 第12章 - 定義を吟味する更なる「トポス」 -
    - 1. 種々の定義が与えられた時、他のものと共通であるかどうか。
    - 2. 説明方式（命題）が与えられるべき対象は実在するものだが説明方式（命題）は実在しないものかどうか。
    - 3. 関係存在を定義する時、関係している対象を多くの関係存在の中に含めて述べる時は、全体的あるいは部分的に虚偽。
    - 4. 与えられた定義が事物のありのままの定義ではなくて、事物の善くある、あるいは完成されたものの定義である場合がある。
    - 5. それ自身で選ばれるものを、他のために選ばれるようもののように定義されていないかどうかを見る。

  - 第13章 - 以下の定義をいかに扱うべきか -
    - 1. あるものは「AとB」である。
    - 2. あるものは「AとB」から成るものである。
    - 3. あるものは「A+B」である。

  - 第14章 - 色々な「トポス」 -
    - 1. あるものが所要その結合した全体であると定義されたら、その結合の仕方や性質について検べる。
    - 2. 相反するものどもの一方のものによって定義されたものは、他方のものによって定義されたもの以上により多くを主張し得ない。
    - 3. 定義全体を攻撃できない時は、その部分を攻撃するか、修正を行う。
    - 4. 全ての定義の攻撃に対しては、自分自身で目の前のものを的確に提議するか、相手がうまく述べた規定を取り上げるかするのが要諦。

#### 第7巻（定義について（補足））
- 第7巻 - 定義について（補足）。全5章。
  - 第1章 - 「同じ」であると言われるものどもを取り扱う「トポス」 -
    - 1.「同等性」は屈折語、同列語、対立語の観点から証明され得る。
    - 2. 同じ二つのものの一方が最上級の性質を持つと言われる時、他方についてもこのことは真であるかどうか。
    - 3. 同じ二つのものは第三のものと同じであるかどうか。
    - 4. 同じ二つのものの付帯性が同じであるかどうか。
    - 5. 二つのものが同じカテゴリーと類の内にあって同じ種差を持っているかどうか。
    - 6. 二つのものが両方同時に増大・減少するかどうか。
    - 7. 同じ二つのものに同じものが付加された結果はどうなっているか。
    - 8. 一つの仮定の結果として、同じ二つのものの一方は破棄され、他方は破棄されないかどうか。
    - 9. 同じ二つのものには同じものが述語付けされるかどうか。
    - 10. 類的・種的に同じであっても、数的に同じかどうか。
    - 11. 同じ二つのものの内、一方は他方無しに存在しうるかどうか。

  - 第2章 - 前章の「トポス」は、定義を破壊するのに役立つが、定義を確立するのには役立たない。
  - 第3章 - 定義を確定するための「トポス」 -
    - 1.定義を確認する仕方。
    - 2.相反する類と種差から目の前のものの類と種を引き出し、反対なものの定義から目前のものの定義を確立するようにする仕方。
    - 3.定義を確立するために屈折語や同列語を用いること。
    - 4.相互に同じような関係にあるものどもの観点から論議し定義を作ること。
    - 5.他の定義と比較して一つの定義を作ること。

  - 第4章 - 何が最も有効な「トポス」であるかの註記。
  - 第5章 - 定義やその構成要素を覆したり確立したりすることについての註記 -
    - 1. 定義を確立することより覆すことの方が容易。
    - 2. 同じことは特性や類についても真。
    - 3. 付帯性については一般的には覆すことの方が容易、部分的には確立することの方が容易。
    - 4. 定義は四つの内で最も覆すのが容易で、確立するのが最も困難。
    - 5. 特性はその次に覆すのが困難。
    - 6. 付帯性は覆すのに最も困難で、確立するのが最も容易。

#### 第8巻（弁証術の訓練）
- 第8巻 - 弁証術の訓練。全14章。
  - 第1章 - 問いを出す順序と問いを作る仕方。哲学者と弁証家の仕事の比較。問いの作成 -
    - 1. 推論がそれによって行われる必然性およびその他の前提について。必然的前提の用い方。必然的前提以外の前提の用い方
      - 1. 帰納のために。
      - 2. 結論を隠すために。
        - 1.結論を長引かせる。
        - 2.論議の順序を変える。
        - 3.現在当面の語と同列の語に関係した定義によって普遍的な前提を確立すること。
        - 4.こちらが望む譲歩の対象を隠すこと、類似性によって相手の承認を獲得すること。
        - 5.他のいろいろな工夫 --- 自己自身に反論を突きつけること。あまり真剣にならぬこと。命題を必要以上に増やすこと。

      - 3.粉飾するために。
      - 4.明瞭さのために。

  - 第2章 - 
    - 2. 諸々の帰納法。弁証家には推論、大衆には帰納法が用いられるべき。
    - 3. 色々の反論（抗議）。
    - 4. 不可能なことによる論議。
    - 5. 問いを出すことについての諸々の助言。

  - 第3章 - 弁証術的論議における色々な程度の困難について -
    - 1. 最初のものども（原理）と最後のものども（帰結）は覆すのが困難だが、立てるのは容易。
    - 2. 最初の原理に近い初めのものどもは攻撃しにくい。
    - 3. 多義的な名を用いた定義は最も攻撃しにくい。
    - 4. 問題（相手の立論）を攻撃しにくい時の種々の困難。
    - 5. 拙劣に述べられた定義から生じる攻撃の困難さ。幾何学の例。
    - 6. 立論そのものよりも困難な仮定を作るべきであるか。

  - 第4章 - 答えに関して。問い手と答え手のなすべきこと。
  - 第5章 - 訓練や試練のための論議を作る一定の「トポス」 は今までに無かった。答え手の手続きは彼自身の立論の性質による --- 
    - 1. 一般的な問い。
      - 1. 一般的に斥けられる（通念的でない）場合。
      - 2. 一般的に承認される（通年的である）場合。
      - 3. 一般的に承認されも斥けられもしない場合。他人の意見による場合。

  - 第6章 - 
    - 2. 特殊な問い。
      - 1. この問いは通念的で論議に適切であるべき。

  - 第7章 - 
    - （続き）
      - 2. この問いは多義的でなく分明に述べるべき。

  - 第8章 - 
    - （続き）
      - 3. この問いは反対や反論を許すべきでない。

  - 第9章 - 立論や定義を守る「トポス」。答え手は自分の立論に予め攻撃を加えておくこと。通念的でない立論は守れない。
  - 第10章 - 虚偽の推論には、その虚偽の原因を探求しなければならない。
  - 第11章 - 論議と結論に関する点 -
    - 1.「論議そのもの」と「論議する人に対する批判」は同じではない。
    - 2. 問い手の側は「論争的な論議」を避けなくてはならない。
    - 3. 論議が答え手の責任でいかにして拙劣なものになるか。
    - 4. 一つの論議それ自身は批判されるべきだが、問題に関しては推奨しうる。その逆の場合もある。
    - 5.「哲学的・論証的推論」と「攻撃的・弁証術的推論」と「詭弁的・論争的推論」と「矛盾の弁証術的推論」。
    - 6. 二つの前提の結合から結果する結論。
    - 7. 不必要に長い手続きによって証明することの誤り。

  - 第12章 - 論議における明快さ --- 3つの種類。論議における虚偽 -
    - 1. 四つの種類。
    - 2. どの程度非難に値するか。
    - 3. 摘発のための試問。

  - 第13章 - 最初にある論点を要求する（巧みに避ける）こと。その五つの仕方。反対なものどもを要求する（最初の論点（問い）と反対なものを要請する）。その五つの仕方。
  - 第14章 -弁証術的論議における訓練と稽古についての色々の指示 -
    - 1. 論議を転換することの有効性。
    - 2. 賛否の論議の吟味の有効性。
    - 3. よく出会う問題の最初の立論についての色々な論議を知っていることの有益さ。
    - 4. 相手にできるだけ分からないように、一つの論議を多くの論議に分け、できるだけ一般的なものにしておくべき。
    - 5. 帰納法の訓練は若者に、推論の訓練は経験者に与えるべき。
    - 6. 行き当たりばったりの人を相手に論議すべきではない。
    - 7. 普遍的な論議に対して特別に十分準備しておくべきである。これは多くの場合に役立つ。

## 訳書
- 『アリストテレス全集　第3巻　トピカ（辨證論）』山内得立・多賀瑞心訳、河出書房、1944年
- 『アリストテレス全集2　トピカ　詭弁論駁論』 村治能就訳、岩波書店、1970年
- 『新版 アリストテレス全集3　トポス論　ソフィスト的論駁について』 山口義久訳、岩波書店、2014年
- アリストテレス『トピカ』 池田康男訳、京都大学学術出版会<西洋古典叢書>、2007年